# 極性反轉
極性反轉（英語：polarity reversal）
或相位變化是指在反射地震學中，因上下地層聲阻抗橫向變化，導致聲阻抗對比反轉，其界面地震反射波也因而產生相反振幅。而造成局部振幅異常。此種異常一般由於含碳氫化合物而引起的。因此被稱為直接碳氫化合物指標。 當頁岩(聲阻抗較低）覆蓋含飽和鹽水地層（聲阻抗高）時，其界面的地震反射波- 根據 SEG 採用的正常慣例-為正振幅。若覆蓋含油氣地層（聲阻抗最低），其界面的地震反射波變成負振幅。 這因爲聲阻抗對比度從增加變為減少，從而導致地震波的極性反轉.
導致極性反轉，需要頁岩的聲阻抗必須比含水砂層的聲阻抗低但比含油氣砂層的聲阻抗高。由於沉積物隨深度被壓實，其聲阻抗也因而變化。在淺処，極性反轉會造成亮點
。但在深処，則造成暗點.